# Jihomoravský krajský přebor 1985/1986
V soubojích 26. ročníku Jihomoravského krajského přeboru 1985/86 (jedna ze skupin 5. fotbalové ligy) se utkalo 28 týmů (po 14 ve dvou skupinách A a B) každý s každým dvoukolovým systémem podzim–jaro. Tento ročník začal v srpnu 1985 a skončil v červnu 1986.
Po sezoně 1982/83 proběhla reorganizace krajských soutěží. V období 1983/84 – 1985/86 byl Jihomoravský krajský přebor rozdělen na skupiny A a B po 14 účastnících. I. A třída (6. stupeň) a I. B třída (7. stupeň) byly zrušeny. Jako 6. stupeň byla zavedena Jihomoravská krajská soutěž I. třídy, hraná v 6 skupinách A, B, C, D, E a F. Sedmou nejvyšší soutěží byly v sezonách 1983/84, 1984/85 a 1985/86 Okresní přebory, často též rozdělené do skupin.
Po této sezoně proběhla reorganizace krajských soutěží: Jihomoravský krajský přebor byl znovu hrán v jedné skupině, došlo k obnovení I. A třídy Jihomoravského kraje (6. stupeň) a I. B třídy Jihomoravského kraje (7. stupeň). Okresní přebory se staly opět 8. stupněm, jak tomu bylo do sezony 1982/83.

## Nové týmy v sezoně 1985/86
- Z Divize D 1984/85 nesestoupilo do Jihomoravského krajského přeboru žádné mužstvo.
- Skupina A: Ze skupin Jihomoravské krajské soutěže I. třídy 1984/85 postoupila 3 mužstva: TJ Spartak Třebíč (vítěz skupiny A), TJ Zbrojovka Brno „B“ (vítěz skupiny C) a TJ Nové Město na Moravě (vítěz skupiny D).
- Skupina B: Ze skupin Jihomoravské krajské soutěže I. třídy 1984/85 postoupila 3 mužstva: TJ Jiskra Kyjov „B“ (vítěz skupiny B), TJ Drnovice (vítěz skupiny E) a TJ Spartak Valašské Klobouky (vítěz skupiny F).

## Skupina A
Zdroj: 
| Poř. | Tým                         | Z  | V  | R  | P  | VG | OG | B  |
| ---- | --------------------------- | -- | -- | -- | -- | -- | -- | -- |
| 1.   | TJ Spartak Jihlava          | 26 | 17 | 4  | 5  | 61 | 28 | 38 |
| 2.   | TJ Baník Zbýšov             | 26 | 13 | 10 | 3  | 42 | 25 | 36 |
| 3.   | TJ RH Znojmo                | 26 | 16 | 3  | 7  | 70 | 33 | 35 |
| 4.   | TJ Moravská Slavia Brno     | 26 | 14 | 4  | 8  | 39 | 33 | 32 |
| 5.   | TJ Sokol Bystrc-Kníničky    | 26 | 14 | 4  | 8  | 53 | 41 | 32 |
| 6.   | TJ BOPO Třebíč              | 26 | 12 | 7  | 7  | 41 | 30 | 31 |
| 7.   | TJ Zbrojovka Brno „B“ (N)   | 26 | 10 | 9  | 7  | 41 | 24 | 29 |
| 8.   | TJ Sokol Lanžhot            | 26 | 9  | 7  | 10 | 40 | 37 | 25 |
| 9.   | TJ Spartak I. brněnská      | 26 | 7  | 11 | 8  | 28 | 30 | 25 |
| 10.  | TJ Družstevník Miroslav     | 26 | 7  | 8  | 11 | 23 | 37 | 22 |
| 11.  | TJ Sokol Žabovřesky         | 26 | 7  | 3  | 16 | 36 | 62 | 17 |
| 12.  | TJ Spartak Třebíč (N)       | 26 | 6  | 4  | 16 | 28 | 58 | 16 |
| 13.  | TJ Pálava Mikulov           | 26 | 4  | 6  | 16 | 24 | 56 | 14 |
| 14.  | TJ Nové Město na Moravě (N) | 26 | 3  | 6  | 17 | 24 | 66 | 12 |

Poznámky:
- Z = Odehrané zápasy; V = Vítězství; R = Remízy; P = Prohry; VG = Vstřelené góly; OG = Obdržené góly; B = Body; (S) = Mužstvo sestoupivší z vyšší soutěže; (N) = Mužstvo postoupivší z nižší soutěže (nováček)

|  | Baráž o postup do Divize D 1986/87                       |
|  | Sestup do skupin I. A třídy Jihomoravského kraje 1986/87 |

## Skupina B
Zdroj: 
| Poř. | Tým                              | Z  | V  | R | P  | VG | OG | B  |
| ---- | -------------------------------- | -- | -- | - | -- | -- | -- | -- |
| 1.   | TJ Drnovice (N)                  | 26 | 17 | 6 | 3  | 63 | 23 | 40 |
| 2.   | TJ Spartak Hulín                 | 26 | 14 | 5 | 7  | 55 | 36 | 33 |
| 3.   | TJ LET Kunovice                  | 26 | 13 | 6 | 7  | 41 | 30 | 32 |
| 4.   | TJ Baník Ratíškovice             | 26 | 14 | 4 | 8  | 49 | 44 | 32 |
| 5.   | VTJ Kroměříž                     | 26 | 14 | 3 | 9  | 48 | 30 | 31 |
| 6.   | TJ Sigma Hodonín                 | 26 | 11 | 9 | 6  | 42 | 33 | 31 |
| 7.   | TJ Gottwaldov „B“                | 26 | 12 | 6 | 8  | 38 | 29 | 30 |
| 8.   | TJ Slavia Kroměříž               | 26 | 12 | 4 | 10 | 35 | 23 | 28 |
| 9.   | TJ Veselí nad Moravou            | 26 | 9  | 8 | 9  | 35 | 31 | 26 |
| 10.  | TJ Jiskra Otrokovice             | 26 | 7  | 7 | 12 | 29 | 51 | 21 |
| 11.  | TJ Jiskra Kyjov „B“ (N)          | 26 | 6  | 7 | 13 | 35 | 47 | 19 |
| 12.  | TJ Spartak Valašské Klobouky (N) | 26 | 7  | 5 | 14 | 26 | 57 | 19 |
| 13.  | TJ Štítná nad Vláří              | 26 | 4  | 5 | 17 | 25 | 51 | 13 |
| 14.  | TJ Dolní Němčí                   | 26 | 3  | 3 | 20 | 36 | 72 | 9  |

Poznámky:
- Z = Odehrané zápasy; V = Vítězství; R = Remízy; P = Prohry; VG = Vstřelené góly; OG = Obdržené góly; B = Body; (S) = Mužstvo sestoupivší z vyšší soutěže; (N) = Mužstvo postoupivší z nižší soutěže (nováček)

|  | Baráž o postup do Divize D 1986/87                       |
|  | Sestup do skupin I. A třídy Jihomoravského kraje 1986/87 |

## Baráž o postup doDivize D 1986/87
V baráži se střetla budoucí prvoligová mužstva (Drnovice od 1993/94, Jihlava od 2005/06). První utkání se hrálo v Jihlavě a Drnovičtí v něm po bezbrankovém poločase zvítězili 2:1. Odvetný zápas v Drnovicích byl jasnou záležitostí domácích, Jihlavští byli poraženi rozdílem dvou tříd 7:1. Do Divize D 1986/87 postoupilo mužstvo TJ Drnovice.